# Gestel en Blaarthem
Gestel en Blaarthem est une ancienne commune néerlandaise de la province du Brabant-Septentrional.
La commune était composée des villages de Gestel et de Blaarthem et du hameau de Gennep, aujourd'hui des quartiers d'Eindhoven. Le saint patron de la commune fut saint Lambert de Maastricht, évêque de Maastricht au VIIe siècle. L'église paroissiale fut d'abord établie à Blaarthem, avant son transfert en 1833 à Gestel.
En 1840, la commune comptait 256 maisons et 1 410 habitants, dont 1 019 à Gestel, 343 à Blaarthem et 48 à Gennep.

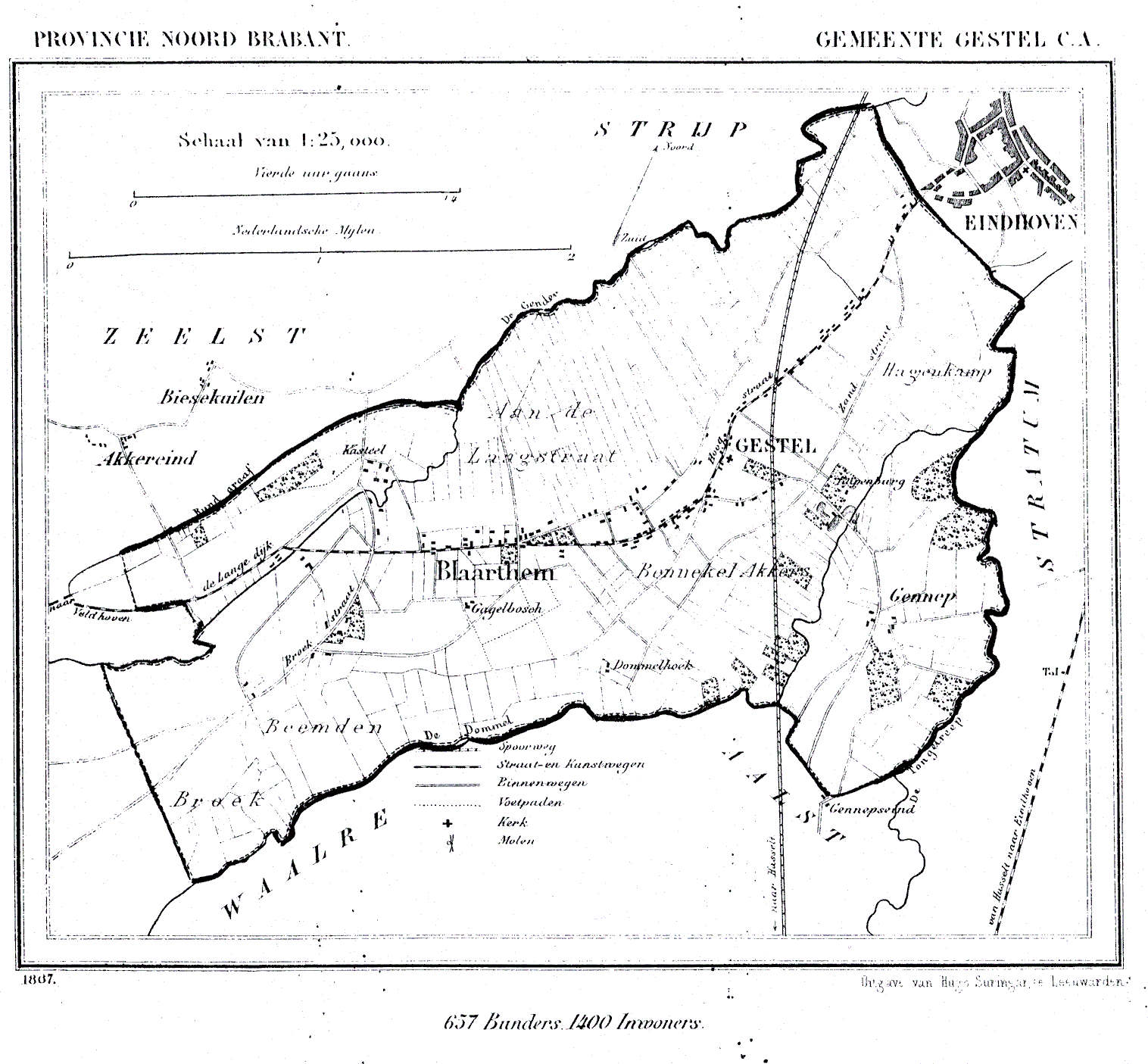
Commune de Gestel en Blaarthem en 1867

Le 1er mai 1921 la commune de Gestel en Blaarthem a été rattachée à Eindhoven, en même temps que les communes de Stratum, Strijp, Tongelre et Woensel, pour permettre à la ville industrielle d'Eindhoven de se développer librement.
La commune était séparée :
- au nord et nord-ouest, de Zeelst et de Strijp, par la rivière de Gender ;
- à l'est, de Stratum, par la rivière de Tongelreep ;
- au sud, de Waalre et d'Aalst, par la rivière de Dommel.